# Benjamin Olsen (maler)
 For alternative betydninger, se Benjamin Olsen. (Se også artikler, som begynder med Benjamin Olsen)
Christian Benjamin Olsen (3. maj 1873 i Odense – 11. februar 1935 på Frederiksberg) var en dansk marinemaler, som malede i traditionen fra Carl Locher, Vilhelm Arnesen og Christian Blache.
Olsen stod i malerlære i Svendborg og uddannede sig fra 1893 på egen hånd til marinemaler i København med vejledning og støtte fra Christian Blache.
Efter en rejse til Nord- og Vestafrika med S/S CG Koch debuterede han på Kunstnernes Efterårsudstilling i 1905. Det fremmedartede og romantiske prægede dog ikke hans værker, hvorimod hans togter med den danske marine, bl.a. på kongeparrets rejser til Færøerne, Island og Grønland i 1921 og 1926, satte sig synlige spor i form af en naturalistiske gengivelse af himmel og bølgegang og en pålidelig skibsportrættering.
Olsen har på store vaser udført talrige skibsportrætter og mariner i underglasurmaling, en teknik han beherskede med stor overlegenhed. Som porcelænsmaler virkede han fra 1906 til sin død, først ved Bing & Grøndahl og fra 1913 ved Den Kongelige Porcelænsfabrik.
Han er begravet på Solbjerg Parkkirkegård.
Olsen er bl.a. repræsenteret på Museet på Koldinghus og på Museet for Søfart.

## Hæder
- 1919: De Neuhausenske Præmier  (for Småfartøjer i bygevejr)
- 1933: Ridder af Dannebrogordenen